# Mercat de Borough
El mercat de Borough és un mercat a Southwark, Londres, gestionat per una associació benèfica, de la que els seus membres viuen en la proximitat del mercat.
Fa més de mil anys que hi ha activitat comercial al barri londinenc del Bourough, situat a la riba sud del Tàmesi. Està situat al costat de la catedral de Southwark. Ara fa 250 anys, el mercat de Borough va adoptar la forma actual. Posteriorment, la construcció d'un nus ferroviari elevat va proporcionar l'especial cobertura i aixopluc que ara gaudeix.
El mercat acull tres espais diferenciats: el primer és un magatzem per a majoristes. En el segon i el tercer s'hi apleguen un mercat tradicional de productes frescos (Green Market) que cada vegada està donant més importància als productes orgànics i una cinquantena d'establiments de productes tradicionals de qualitat, entre els que predominen els productes artesans.
El 2017, després d'atropellar diverses persones al pont de Londres, tres atacants hi van apunyalar a diverses persones al mercat, causant vuit víctimes mortals, fins que 8 agents de la policia de Londres els van abatre.
El mercat de Borough està agermanat amb el mercat de la Boqueria de Barcelona.